# Oxfords universitets botaniska trädgård

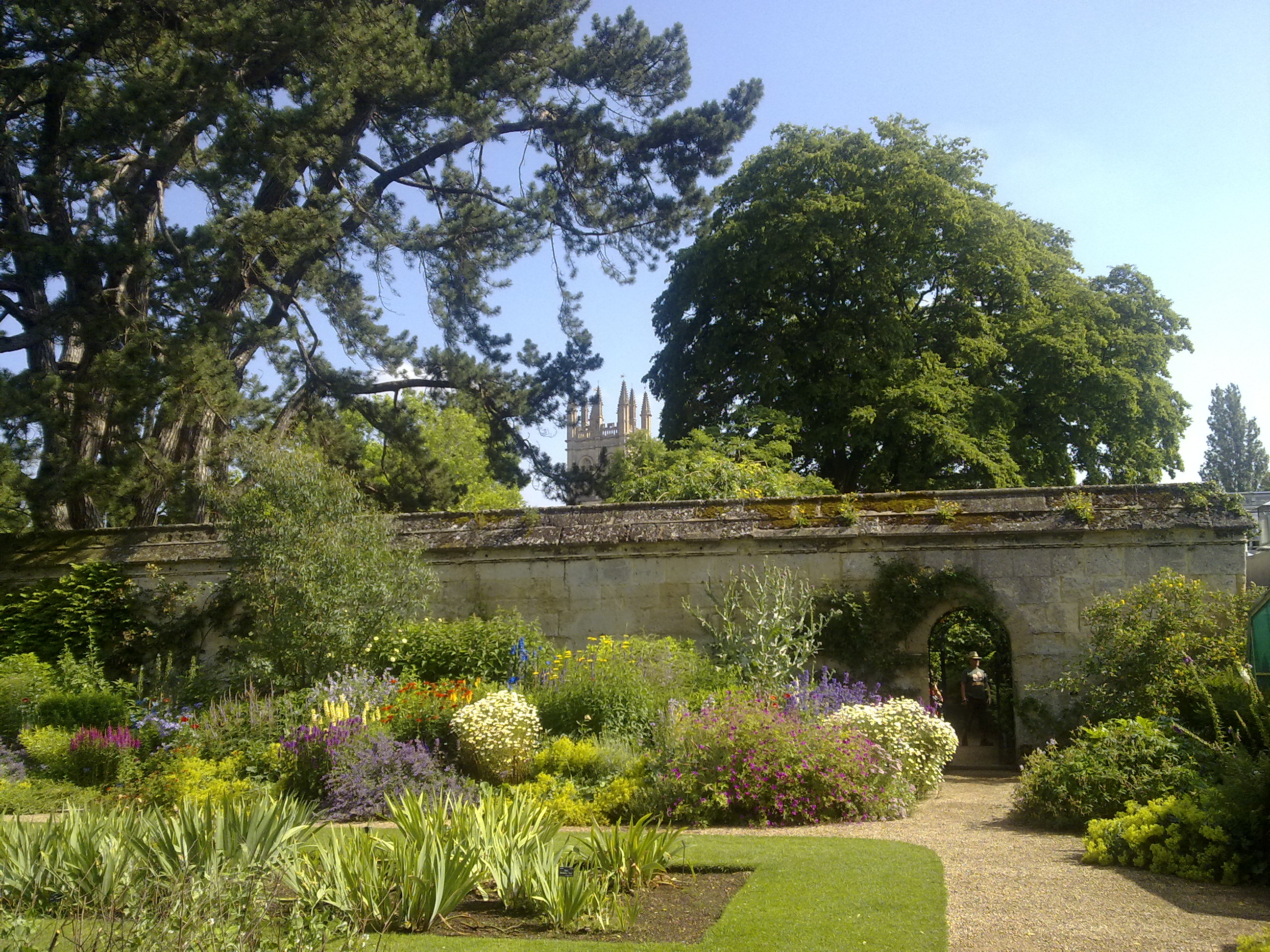
Botaniska trädgården. I bakgrunden Magdalen College.

Oxfords universitets botaniska trädgård, engelska: University of Oxford Botanic Garden, är Storbritanniens äldsta botaniska trädgård, grundad 1621 i Oxford som en medicinalträdgård. Idag inrymmer trädgården omkring 6 000 arter på 1,8 hektar, vilket gör den till en av världens mest artrika trädgårdar trots sin relativt kompakta storlek.
Trädgården instiftades 1621 av militären Henry Danvers, 1:e Earl av Danby, som donerade fem tusen pund till Oxfords universitet, "till Guds verks ära och för att främja lärdom". Medlen användes för att anlägga en trädgård på mark som tillhört Magdalen College vid floden Cherwells strand, i nordöstra hörnet av Christ Churchs ängsmark. Platsen hade under medeltiden bland annat varit plats för Oxfords judiska kyrkogård. Fyra tusen vagnslaster jord och dynga krävdes för att höja marken över ängarnas nivå.
Den bevarade Danbyportalen, en av tre ursprungligen uppförda under 1632 och 1633, ritades av Nicholas Stone i ett av Oxfords tidigaste exempel på nyklassicistisk barockarkitektur.
Trädgården katalogiserades på 1700-talet av Humphry Sibthorp (1713–1797) och sonen John Sibthorp (1758–1796), i Catalogus Plantarum Horti Botanici Oxoniensis.

## I litteraturen
Trädgården besöktes flitigt av Oxfordprofessorn och författaren Lewis Carroll och Alice Liddell och hennes systrar. Platsen var en av flera i Oxford som inspirerade Carrolls verk om Alice i Underlandet, och dess näckroshus kan ses i bakgrunden på John Tenniels illustrationer av Drottningens krocketplan.
Författaren J. R. R. Tolkien tillbringade ofta sin fritid i trädgården under en av dess stora svarttallar.
I Evelyn Waughs skönlitterära roman En förlorad värld tar Lord Sebastian Flyte med Charles Ryder för att se murgrönan i trädgården strax efter deras första möte. 
I Philip Pullman's fantasytrilogi Den mörka materian har en bänk i trädgården en viktig roll som länk mellan bokens huvudkaraktärer Lyra Belacqua och Will Parry.